# Frankie Kao
Frankie Kao o Kao Ling-feng (chino: 凌风 高, pinyin: Gao Lingfeng; Wade-Giles: Kao Ling-feng, 28 de febrero de 1950 - 17 de febrero de 2014), fue un cantante taiwanés. Su nombre verdadero era 葛元诚 (Gé Yuancheng) y su apodo de The Frog Prince (青蛙 王子 Qīngwā Wángzi). Durante más tres décadas así fue conocido por sus seres queridos, sobre todo por su gran amigo, el comediante Ni Min-jan. También tenía otro amigo llamado Chang Fei, un presentador de televisión que conduce un programa llamado Variety Big Brother. Se hizo conocer como cantante, tras lanzar su primer sencillo titulado «Flaming Phoenix» (火 凤凰).
Durante el apogeo de su carrera, Frankie Kao fue demandado por un monto de NT $ 240.000 en efectivo. Por un tiempo tuvo que suspender su carrera musical, en su mejor momento y dedicarse a los negocios. Su aventura empresarial le fue mal y volvió la escena musical.

## Filmografía
- Au Revoir Taipei (2010)

- Datos: Q5491000
- Multimedia: Frankie Kao / Q5491000